# Moerenhoutia hosokawae
Moerenhoutia hosokawae là một loài thực vật có hoa trong họ Lan. Loài này được (Tuyama) Tuyama mô tả khoa học đầu tiên năm 1940.